# Nalec
Nalec är en kommun i Spanien.   Den ligger i provinsen Província de Lleida och regionen Katalonien, i den östra delen av landet, 400 km öster om huvudstaden Madrid. Arean är 9,2 kvadratkilometer. Nalec gränsar till Verdú, Ciutadilla, Vallbona de les Monges och Sant Martí de Riucorb. 
Terrängen i Nalec är lite kuperad.